# Шевченко Віра Іванівна
Віра Іванівна Шевченко (1937 — ?) — українська радянська діячка, новатор виробництва, ткаля Херсонського бавовняного комбінату. Депутат Верховної Ради УРСР 10-го скликання.

## Біографія
Освіта середня.
З 1955 року — учениця, ткаля Херсонського бавовняного комбінату Херсонської області.
Потім — на пенсії.